# Renno
Renno település Franciaországban, Corse-du-Sud megyében. Lakosainak száma 63 fő (2022. január 1.). Renno Balogna, Cristinacce, Letia, Marignana és Vico községekkel határos.

## Népesség
A település népessége az elmúlt években az alábbi módon változott:
| Lakosok száma | 196  | 108  | 84   | 83   | 60   | 60   | 59   | 60   | 61   | 63   |
|               | 1968 | 1982 | 1990 | 2006 | 2013 | 2015 | 2017 | 2019 | 2020 | 2022 |